# Capelle aan den IJssel
Capelle aan den IJssel este o comună și o localitate în provincia Olanda de Sud, Țările de Jos. Localitatea este situată la periferia nord-estică a orașului Rotterdam.